# Італійська Еритрея
Італійська Еритрея — перша колонія Королівства Італія. Колонія була створена в 1890 році (але перші італійські поселення були засновані в 1882, біля Асеб), італійська влада офіційно тривала до 1947 року

## Історія

Максимального розширення Еритреї було досягнуто під час Impero italiano (1936-1941), коли північні території Ефіопії були віднесені до Еритреї як компенсація за допомогу, надану еритрейськими «Аскарі» в італійському завоюванні Ефіопії.

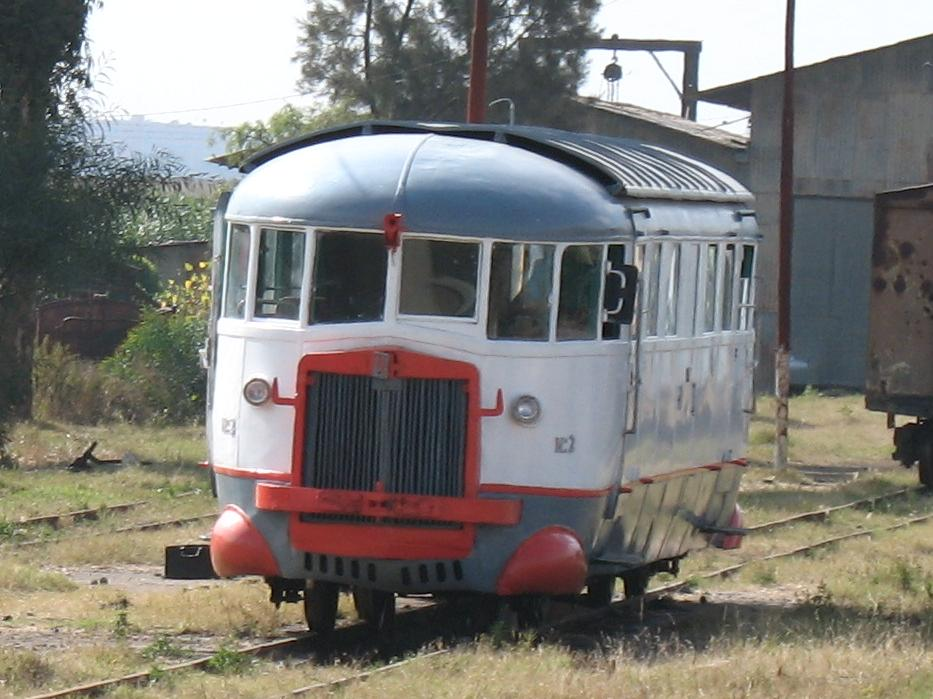
фашистської епохи, в експлуатації на

Італійська компанія Rubattino купила терен сучасної Асеб у султанів задля побудови порту для своїх комерційних служб флоту. 10 березня 1882, італійський уряд купив терен Асеб в італійської компанії. Поступово італійські війська захопили все узбережжя й зайняли місто-порт Массауа 5 лютого 1885.
Ігноруючи протести інших зацікавлених сторін (єгиптян, османів і ефіопів), Італія оголосила створення колонії Італійська Еритрея 1 січня 1890.
Італійська Еритрея мала певний розвиток за часів панування італійців. За переписом 1939, в Еритреї було майже 100 тисяч італійців серед одного мільйона мешканців. Італійці в Еритреї сприяли розповсюдженню католицизму, розвитку сільського господарства, важкої промисловості і торгівлі, але, насамперед створили інфраструктуру автострад і залізниць, портів, лікарень тощо. Залізниця між Асмерою і Массауа, побудована за часів італійців, як і раніше є однією з найбільших Африканського Рогу.
Італійці залишили терен у 1941, коли край було окуповано Великою Британією.

## Асмера
Асмера стала столицею Еритреї в 1900 році, замінивши Массауа, головним чином за її прохолоднішого клімату — вона розташована понад 2200 метрів над рівнем моря.
Асмера мала населення 98000 жителів, з яких 53000 були італійці, за даними перепису 1939 року. Це зробило Асмеру головним «італійським містом» Італійської Східної Африки і, отже, сприяло режиму Муссоліні, щоб стати прикладом його політики в очах всього світу.
Друга світова війна зупинила розвиток краю. Багато обладнання було демонтовано британцями і відправлено до Південної Африки, викликавши серйозну економічну кризу після 1945 року. Після завершення Другої Світової війни італійці зазнавали переслідування. Через це більшість італійців були змушені повернутися до Італії.